# Košice (Kutná Hora-i járás)
Košice település Csehországban, a Kutná Hora-i járásban. Košice Malešov, Nepoměřice, Onomyšl és Vidice településekkel határos. Lakosainak száma 60 fő (2024. január 1.).

## Népesség
A település lakosságának változását az alábbi diagram mutatja:
| Lakosok száma | 266  | 253  | 280  | 190  | 79   | 43   | 57   | 57   | 55   | 60   |
|               | 1869 | 1890 | 1921 | 1950 | 1980 | 2001 | 2017 | 2019 | 2022 | 2024 |